# 레슬리 우고추쿠
레슬리 치무안야 우고추쿠 (Lesley Chimuanya Ugochukwu, 2004년 3월 26일 ~ )는 프랑스의 축구 선수이며, 현재 프리미어리그의 번리에서 뛰고 있다. 포지션은 미드필더이다. 그의 삼촌 오니에카치 애펌은 2008년 하계 올림픽 축구 남자 부문에 참가해 은메달을 획득했다.